# گوتوایلر
گوتوایلر (به آلمانی: Gutweiler) یک شهر در آلمان است که در تریر-زاربورگ واقع شده‌است. گوتوایلر ۶۴۳ نفر جمعیت دارد.